# Латвийский национальный театр
Латвийский Национальный театр (латыш. Latvijas Nacionālais teātris) — профессиональный латышский драматический театр, начавший действовать 30 ноября 1919 года в Риге и получивший здание Второго городского (русского) театра, построенного городскими властями в 1902 году.
На момент постройки здания оно предназначалось для Второго городского театра («первым» считался Немецкий театр, ныне Латвийская Национальная опера).
18 ноября 1918 года, во время оккупации города немецкими войсками, в здании была провозглашена Латвийская Республика. Хор Латышской оперы исполнил «Боже, благослови Латвию» Карлиса Бауманиса, позже ставшую официальным гимном Латвии. 
После того, как Ригу отвоевали большевики во главе с П.Стучкой, здание было передано латышскому Рабочему театру Советской Латвии (1919).  После падения советской власти в Латвии здесь обосновался дававший представления на латышском языке Латвийский Национальный театр (1920—1940), который в дальнейшем менял названия: Театр драмы Латвийской ССР (1940—1941), Рижский драматический театр (1941—1944), Государственный театр драмы Латвийской ССР (1944—1949), Государственный академический театр драмы Латвийской ССР (1949—1971), Государственный академический театр драмы Латвийской ССР имени А. Упита (1971—1988), Латвийский Национальный театр (с 1988).
Находится в Риге, на бульваре Кронвалда, 2.

## История театра
8 февраля 1919 года декретом председателя Советского правительства Латвии Петра Стучки здание русского Второго городского театра было национализировано и предоставлено в распоряжение финансируемого госбюджетом латышского Рабочего театра. Руководителем нового театра был определён глава художественного отдела Народного комиссариата просвещения писатель Андрей Упит.
23 февраля 1919 года, постановкой пьесы латышского революционного писателя Леона Паэгле «Воскресение» Рабочий театр начал свою работу. Труппа состояла из актёров, набранных из других театров (Д. Акментиня, П. Балтабола, А. Брехмане, Л. Эрика, Х. Фреймане, Я. Германис, Э. Екабсоне, Р. Калниньш, А. Клинтс, К. Квепс, Я. Леиньш, Я. Осис, Т. Подниекс, М. Риекстиня, Б. Румниеце, Я. Скайдрите, Б. Скуйенице, М. Шмитене, Л. Шпилберга, В. Шварц, Т. Валдшмит, Р. Вейцс).
Со дня основания театра режиссёрами работали Алфред Амтманис-Бриедитис («Воскресение» Леона Паэгле, 1919) и Алексис Миерлаукс («Враги» М. Горького, 1919).
В 1918 году членом Временного национального совета (позднее Народного совета Латвии) Янисом Акуратером была предпринята попытка создания Национального театра, начавшего работу в Валке 23 апреля 1918 года. После эвакуации из Риги Советского правительства деятельность Рабочего театра была приостановлена. 30 ноября 1919 года состоялся показ пьесы Рудольфа Блауманиса «В огне» в постановке А. Миерлаукса, ознаменовавший начало работы Национального театра.
С 1919 по 1921 год театром руководил Совет директоров, под председательством А. Миерлаукса. В 1921—1925 годах директором театра был латышский поэт, драматург, переводчик, политик и общественный деятель Райнис. Режиссёрами работали А. Амтманис-Бриедитис, А. Миерлаукс, Э. Фелдманис, Я. Лейиньш, К. Линде, Ф. Роде. Приоритет был отдан постановкам пьес латышских драматургов и европейской классике.
В 1925—1937 году директором театра был Артур Берзиньш. Режиссёрами — А. Алкснис, Ю. Юровский, Я. Осис, Я. Зариньш. Главным художником — А. Цимерманис. Труппа пополнилась с приходом новых актёров (М. Дамрозе, Э. Эзериня, Х. Гобзине, И. Граудиня, Ж. Катлапс, О. Леяскалне, Н. Мелнбарде, Х. Принце, О. Урштейн, А. Видениекс, М. Зилава). Были приглашены немецкие режиссёры И. Шмидт и Н. Дризен, польский режиссёр А. Зелверович и русские — М. Чехов и Ф. Комиссаржевский. Репертуарная политика осталась прежней.
После включения Латвии в состав Советского Союза театр был переименован, А. Амтманис-Бриедитис и актёр Я. Шабертс перешли в Лиепайский театр, актриса Л. Эрика — в Елгавский. Основными режиссёрами на тот момент были Я. Зариньш и О. Урштейн. Были поставлены пьесы советских драматургов К. Тренёва и Б. Лавренёва, а также латышская классика, представленная пьесами Р. Блауманиса и А. Упита.
В годы нацистской оккупации режиссёрами А. Амтманисом-Бриедитисом, А. Алкснисом, О. Урштейном и О. Глазниексом были поставлены сочинения латышских авторов — Аспазии, Райниса, Р. Блауманиса, А. Бригадере, Е. Вульфа, М. Зиверта, А. Эглитиса и немецких — Г. Гауптмана и Ф. Шиллера.
После восстановления Советской власти, ряд актёров и режиссёров эмигрировали. Художественным руководителем театра стал А. Амтманис-Бриедитис. Режиссёрами были Э. Фелдманис и В. Балюна. К труппе присоединились актёры К. Клетниекс, О. Круминя, В. Силиниекс, О. Старка-Стендере. В театре была организована студия для подготовки молодых актеров, благодаря чему он получил название академического. Выпускники студии вскоре составили костяк обновлённого ансамбля (Е. Бритиньш, Л. Фреймане, М. Гринберга, А. Яунушанс, Я. Кубилис, В. Лине, М. Майниеце, К. Памше, К. Тренцис). Позднее в театр пришли выпускники театрального факультета Латвийской государственной консерватории Я. Бебришс, Г. Цилинский, Э. Дуда, Р. Гарне, Б. Индриксоне, В. Яканс, Ю. Леяскалнс, А. Лиедскалниня, А. Лининьш, Х. Романова, О. Шалконис, И. Тироле, М. Земдега. С 1954 года в театре играла Э. Радзиня.
В репертуарной политике приоритет отдавался постановкам латышской и русской классики (Р. Блауманис, В. Лацис, А. Упит, П. Розитис, А. Н. Островский, И. С. Тургенев, Ф. М. Достоевский), ставились пьесы А. Дюма-сына, А. Касона, Т. Уильямса, Я. Галана.
В 1966—1987 годах главным режиссёром становится Алфред Яунушанс. Репертуарная политика перенесла свой приоритет на работы современной латышской драматургии. В эти годы на сцене театра были поставлены пьесы латышских драматургов Х. Гулбиса, Г. Приеде, П. Путниньша.
Позднее новые руководители театра Михаил Кублинскис (1987—1989) и Ольгерт Кродерс (1989—1995) продолжили и укрепили основные принципы театральной деятельности коллектива. С 1995 года художественным руководителем является Эдмунд Фрейбергс.
Как и прежде, театр работает в жанре традиционного психологического реализма, отводя в последнее время место в репертуаре для более экспериментальных и современных постановок. Одной из своих главных задач театр считает поддержку латвийской оригинальной драматургии.
Постановки Латвийского Национального театра играются на трёх площадках — большом зале (776 мест), актёрском (80 мест) и новом зале (80-100 мест).

## Здание театра

Здание городского театра. 1911 год

Здание Латвийского Национального театра было построено по проекту архитектора Августа Рейнберга (годы строительства 1899—1902) и является памятником архитектуры, ярким образцом эклектики конца XIX — начала XX века. С 1902 по 1918 гг. в здании располагался Русский городской театр на 800 мест. Считается одним из последних сооружений Риги периода эклектизма и представляет собою выдержанную в барочных крупных формах постройку, близкую к функциональному решению современных театров.
Остроумно решённая система вентиляции и кондиционирования воздуха была вполне удовлетворительна вплоть до самого последнего времени. В экстерьере театра воспроизведены декоративные формы и композиционные приёмы характерные для творчества архитектора Кристофа Хаберланда (так называемый бюргерский классицизм). Таким образом, по мнению автора проекта, была достигнута близость архитектурного облика театра с исторической застройкой Старого города.
Атланты и декоративные элементы на фасаде здания выполнены скульптором Августом Фольцем, интерьеры — фирмой «Отто унд Вассил». Строительством руководил один из самых опытных рижских мастеров Кришьянис Кергалвис.
В 1962 году архитектором Д. Дрибой была проведена перепланировка здания с появлением нового элемента — вращающейся сцены (инженер А. Бите). В 1975 году по проекту архитектора О. Домбровского в подвальном помещении был открыт малый зал на 100 мест и театральное кафе.
В 2002—2004 здание театра было подвергнуто глобальной реконструкции. Автором проекта реставрации был Э. Церпиньш из архитектурного бюро «Граф-икс», авторами проекта интерьера — Ю. Боргс, Э. Церпиньш и Ю. Гусев. На время строительных работ спектакли шли во Дворце культуры завода ВЭФ и малом зале Театра Дайлес.

## Избранные постановки
- 1965 — «Свою пулю не слышишь» Арвида Григулиса
- 1966 — «Золотой мальчик» Клиффорда Одетса
- 1966 — «Любовь Яровая» Константина Тренёва
- 1967 — «Йынь с острова Кихну — дикий капитан» Юхана Смуула
- 1967 — «Чёртов кряж» Эгона Ливса
- 1968 — «Идеальный муж» Оскара Уайльда
- 1969 — "Трамвай «Желание» Теннесси Уильямса
- 1969 — «Дни портных в Силмачах» Рудольфа Блауманиса
- 1969 — «Дни портных в Силмачах» Рудольфа Блауманиса
- 1970 — «Однажды, в новогоднюю ночь…» Эмиля Брагинского и Эльдара Рязанова
- 1971 — «Золушка» Евгения Шварца
- 1971 — «Лилиом» Ференса Мольнара
- 1972 — «Дачники» М. Горького
- 1973 — «Двери хлопают» Мишеля Фермо
- 1973 — «Лоренцачо» Альфреда де Мюссе
- 1974 — «Похожий на льва» Рустама Ибрагимбекова
- 1975 — «Дни портных в Силмачах» Рудольфа Блауманиса
- 1976 — «Утиная охота» Александра Вампилова
- 1976 — «Месяц в деревне» И. С. Тургенева
- 1977 — «На грани веков» по произведениям Андрея Упита
- 1977 — «Часы с кукушкой» Яниса Юрканса
- 1979 — «Ученик дьявола» Джорджа Бернарда Шоу
- 1980 — «Времена землемеров» Рейниса и Матиса Каудзит
- 1981 — «Месье Амилькар» Ив Жамиака
- 1981 — «Ревизор» Н. В. Гоголя
- 1982 — «Чудесные похождения старого Тайзеля» Маргера Зариньша
- 1983 — «Альберт» Хария Гулбиса
- 1984 — «Метеор» Петериса Петерсона
- 1985 — «Оливер» Хария Гулбиса
- 1985 — «Огонь и ночь» Райниса
- 1986 — «Вагончик» Нины Павловой
- 1986 — «Нюрнберг… 1948…» Эбби Манна
- 1989 — «Мадам, мы едем в Акапулько!» Ива Жамиака
- 1990 — «Лолита» по роману Владимира Набокова
- 1991 — «Сцены из супружеской жизни» Ингмара Бергмана
- 1991 — «Геда Габлер» Генрика Ибсена
- 1991 — «Священные чудовища» Жана Кокто
- 1992 — «Кармен, Кармен!» Аншлава Эглитиса
- 1993 — «Круг» Сомерсета Моэма
- 1994 — «Большой улов» Анны Бригадере
- 1995 — «Цеплис» по роману Павила Розитиса
- 1995 — «Салемские ведьмы» по пьесе Артура Миллера «Суровое испытание»
- 1995 — «Дом Бернарды Альбы» Федерико Гарсиа Лорки
- 1996 — «Земля зелёная» Андрея Упита
- 1997 — «Мамуре» Жана Сармана
- 1998 — «Рига» Аугуста Деглава
- 1998 — «Сирано де Бержерак» Эдмона Ростана
- 1999 — «Старший сын» Александра Вампилова
- 2000 — «Полёт чайки» Андрея Упита
- 2000 — «Летнее утро» по пьесе Александра Вампилова «Прошлым летом в Чулимске»
- 2000 — «Буря» Уильяма Шекспира
- 2001 — «Свенсон Свенсон» М. Хьюгарта
- 2001 — «Западная пристань» Бернар-Мари Кольтеса
- 2002 — «Да здравствует королева, виват!» Роберта Болта
- 2003 — «Железная трава» Инги Абеле
- 2006 — «Благотворительный базар» Адольфа Алунана
- 2007 — «Принц и нищий» по роману Марка Твена

## Современная труппа
В 2013 году труппа театра состояла из 47 штатных и 24 нештатных актёров, многие из которых в разное время были отмечены призами престижной национальной театральной награды «Teātra balva», ежегодно вручаемой на торжественной церемонии «Ночь лицедеев».
Штатные актёры: Айнар Анчевскис, Янис Аманис, Улдис Анже, Мария Берзиня, Даце Бонате, Мадара Ботмане, Мартиньш Бруверис, Индра Бурковска , Янис Вимба, Гинта Виркава, Лиене Галиня, Дайга Гайсминя, Гундарс Грасбергс, Зане Домбровска, Каспар Думбурс, Улдис Думпис, Лига Зелге, Юрис Йопе, Артусс Кайминьш, Астрида Кайриша, Дайга Кажоциня, Ивар Клявинскис, Анна Клевере, Артур Крузкопс, Ласма Кугрена, Нормунд Лайзанс, Лига Лиепиня, Юрис Лиснерс, Гирт Лиузиникс, Дита Луриня, Марцис Маньяковс, Эгил Мелбардис, Инга Мисане-Грасберга, Улдис Норенбергс, Ивар Пуга, Илзе Рудолфа, Мандара Салдовере, Анете Саулите, Янис Сканис, Эвия Скулте, Инара Слуцка, Юрис Хиршс, Лолита Цаука, Волдемар Шориньш, Мартиньш Эглиенс, Гирт Яковлев, Зане Янчевска.
Актёры за штатом: Марта Анчевска, Ингрида Андриня, Каспарс Аниньш, Нормунд Берзс, Светлана Блесс, Айвар Богданович, Регнарс Вайварс, Расма Гарне, Майга Гринберга, Хелга Данцберга (1941-2019), Мара Земдега, Аусма Зиемеле, Байба Индриксоне, Янис Кайякс, Кристиан Капелинс, Том Лиепайниекс, Зигурд Нейманис, Санита Пушпуре, Индра Рога, Инита Тироле, Арно Упениекс, Эдмунд Фрейберг, Роберт Цеплитис, Ольгерт Шалконис.
Режиссёры: Айк Карапетян, Феликс Дейч, Элмо Ниганен, Мартиньш Эйхе, Эдмунд Фрейбергс, Михаил Груздов, Петерис Крыловс, Карлис Круминьш, Михаил Кублинскис, Валдис Луриньш, Виестурс Мейкшанс, Инесе Мичуле, Индра Рога, Элмарс Сеньковс, Кирилл Серебренников, Валтер Силис, Инара Слуцка.
Сценографы: Угис Берзиньш, Рейнис Дзудзило, Кристине Витола, Мартиньш Милбретс, Айгарс Озолиньш, Рейнис Сухановс, Мартиньш Вилкарсис, Гунар Замгалс.
Художники по костюмам: Анна Хейнриксоне, Криста Дзудзило, Лиене Ролштейна, Вечелла Варславане.